# Liste der Kulturdenkmale in Taura

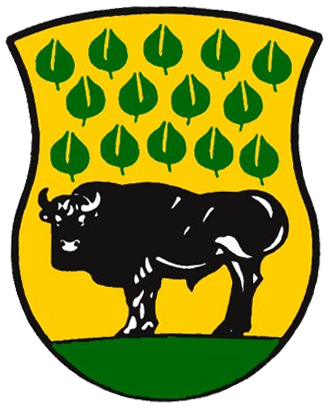
Wappen von Taura

In der Liste der Kulturdenkmale in Taura sind die Kulturdenkmale der sächsischen Gemeinde Taura verzeichnet, die bis April 2024 vom Landesamt für Denkmalpflege Sachsen erfasst wurden (ohne archäologische Kulturdenkmale). Die Anmerkungen sind zu beachten.
Diese Aufzählung ist eine Teilmenge der Liste der Kulturdenkmale im Landkreis Mittelsachsen.

## Taura
| Bild                                    | Bezeichnung | Lage                                    | Datierung | Beschreibung | ID       |
| --------------------------------------- | --- | --------------------------------------- | --- | --- | -------- |
| Weitere Bilder                          | Kirche mit Ausstattung, Kirchhof, Kapelle, Einfriedungsmauer, Denkmal für verunglückte Feuerwehrleute, Kriegsgräberanlage für Gefallene des Zweiten Weltkrieges, zwei Soldatengräber, Grabmale der Familien Lindner, Zimmermann, Schmidt, Schulze, Schüssler, Wirth, der Erblehngerichtsbesitzerin Müller sowie sieben alte Grabsteine westlich der Kirche | Burgstädter Straße (Karte)              | 1516–1697 (Kirche); 13. Jahrhundert (Taufe); Anfang 16. Jahrhundert (Altar); um 1600 (Kanzel); 1906 (Kirchhofskapelle) | Dominant gelegene Saalkirche mit altem Kirchhof und Friedhofserweiterung sowie Grabsteinen verschiedenster Epochen von großer ortsgeschichtlicher, baugeschichtlicher und landschaftsprägender Bedeutung. - Dorfkirche: dreiseitig geschlossener Saalbau, Turm an der Südwestecke 1861 erbaut, Teile der Kirche wahrscheinlich älter als 1516, Taufstein klassizistisch - Kirchhof (Nebenanlage): - Einfriedung: Bruchsteinmauer aus Porphyr - historische Grabsteine: unterschiedliche Gestaltung, Standort an Westseite der Kirche, teilweise barocke Grabsteine - Kreuz, Säule mit Urne, Rocaille-Form u. a., Inschriften nicht mehr lesbar, vermutlich vor 1800 und 1. Hälfte des 19. Jahrhunderts - Kriegsgräber: Kriegsgräberanlage für Gefallene des 2. Weltkrieges: Steinkreuze in Abteilung S, vermutlich 1949 - Soldatengrab für Paul Arno Papp, gefallen 1917, Grabstellennummer E, R2, Nummer 6-6a - Soldatengrab für Walter Geithner, gefallen 1917, Grabstellennummer E, R2, Nummer 4-5 - Grabmale: Wandstelle Louis Lindner und Familie, 1914, Rochlitzer Porphytuff, Grabstein beschädigt, Grabstellennummer O, Nummer 6-2 - Grabstelle Familie Zimmermann - Wandstelle mit Relief: Landschaft und Hirte, singulärer, künstlerisch anspruchsvoller Grabstein, um 1930, Abt. L - Wandstelle Familie Schmidt: Reliefdarstellung mit Mühle, Bach und Müllerwappen, Grabmal für Müllermeister, 1935, Grabstellennummer I, Nummer 11 - Wandstelle Familie Schulze, 1938: dreigeteilt, in Mitte mit Relief Christus an der Pforte klopfend, flankiert von Schriftflächen, Grabstellennummer I, Nummer 4 - Wandstelle Familie Schüssler (Emil Schüssler ehemaliger Gemeindevorstand, verstorben 1929): 1929 schlichter Stein mit Inschrift, regionale Bedeutung, Grabstelle Nummer 4 - Grabstein für Erblehngerichtsbesitzerin Müller, 1894: regionale Bedeutung, einfacher Stein mit erhabener Schrift, Nummer D, R6 - Wandstelle Familie Wirth, Reliefdarstellung: Frau in Tunika gehüllt mit Bibel in Händen, auf Stein mit Inschrift gestützt, 1920, Grabstellennummer O, Nummer 5 - Gedenkstein für drei verunglückte Feuerwehrleute (Brand des Jagdhauses am 3. März 1887) u. a. für Franz Hermann Wagner und Max Oswald Hofmann | 09233528 |
| Direkt Bild zu diesem Denkmal hochladen | Wohnhaus | Feldstraße 4 (Karte)                    | Um 1800 | Obergeschoss Fachwerk, Giebel und Erdgeschossmassiv, Satteldach mit Schiefereindeckung, baugeschichtlich von Bedeutung. Tür zum Fenster umgebaut, ein Giebel verschiefert. | 09233530 |
| Direkt Bild zu diesem Denkmal hochladen | Westliches Wohnstallhaus, östliches und südliches Seitengebäude sowie Toreinfahrt eines Vierseithofes | Hauptstraße 24 (Karte)                  | Um 1700 (Wohnstallhaus); 1. Hälfte 18. Jahrhundert (Seitengebäude); um 1800 (Seitengebäude)                            | Alle Gebäude Obergeschoss Fachwerk, bau- und wirtschaftsgeschichtlich von Bedeutung. - Wohnstallhaus: Satteldach, Obergeschoss Fachwerk, Erdgeschoss teilweise massiv unterfahren 1877, Umgebinde, geblattete Kopfbänder - Stall mit Auszüglerwohnung: Türgewände datiert, Obergeschoss Fachwerk, Erdgeschoss massiv, Tür im Obergeschoss - 2. Stall: geblattete Kopfbänder und gezapfte Streben, Erdgeschoss massiv, steht leer, Holzdecke in ehemaliger Bohlenstube erhalten | 09233533 |
| Weitere Bilder                          | Nördliches Produktionsgebäude einer Textilfabrik (Trikotagenfabrik Guido Unger) | Hauptstraße 62 (Karte)                  | 1927 | Sechsgeschossiger neuerer Bauteil in Stahlbetonkonstruktion, Trikotagenfabrik, ab 1972 „VEB Kristall Trikotagenfabrik Taura“, bis 2004 in Produktion, bau-, industrie- und ortsgeschichtlich von Bedeutung. Stahlbetonbau, sechsgeschossig, letztes verbliebenes Gebäude eines Fabrikkomplexes. | 09233534 |
| Weitere Bilder                          | Denkmal für die Gefallenen des Ersten Weltkrieges | Hauptstraße 72 (neben) (Karte)          | Nach 1918 | Ortsgeschichtlich von Bedeutung, Rochlitzer Porphyrtuff | 09233531 |
| Direkt Bild zu diesem Denkmal hochladen | Gedenkstein für August Peters | Hauptstraße 129 (Karte)                 | 1. Hälfte 20. Jahrhundert                                                                                              | Ortsgeschichtlich von Bedeutung. Deutscher Erzähler, am 4. März 1817 in Taura geboren. | 09233539 |
| Weitere Bilder                          | Pfarrhaus | Hauptstraße 131 (Karte)                 | 1709 | Massives, lang gestrecktes Gebäude mit acht zu drei Achsen, Giebeldreieck verschiefert, Satteldach, bau- und ortsgeschichtlich von Bedeutung, innen guter Originalzustand | 09233532 |
| Weitere Bilder                          | Denkmal für im Ersten Weltkrieg gefallene Sportler | Köthensdorfer Straße 12 (bei) (Karte)   | Nach 1918 | Anlage aus drei großen (mit Namen der Toten) und mehreren kleinen Porphyrtuffsteinen, ortsgeschichtlich von Bedeutung | 09233536 |
| Weitere Bilder                          | Südwestliches Seitengebäude mit Oberlaube und südliche Scheune eines Fünfseithofes | Mittweidaer Straße 21, 23 (Karte)       | 18. Jahrhundert | Beide Gebäude in Fachwerkbauweise, bau-, haus- und sozialgeschichtlich von Bedeutung. - Seitengebäude: Erdgeschoss massiv, Garagen, Fachwerk-Obergeschoss, vierbogige Oberlaube, Traufseite verschiefert, Satteldach - Scheune: Fachwerk, Satteldach | 09232915 |
| Direkt Bild zu diesem Denkmal hochladen | Villa mit Einfriedung | Mittweidaer Straße 97 (Karte)           | Um 1925 | Zeittypischer Putzbau mit Walmdach, Schiefereindeckung, baugeschichtlich von Bedeutung. Einfriedungsmauer aus Werkstein, darüber Lattenzaun. | 09233537 |
| Weitere Bilder                          | Kriegerdenkmal für die Gefallenen des Deutsch-Französischen Krieges 1870/71 | Taurasteinstraße 14 (gegenüber) (Karte) | 1871 | Zur Erinnerung an drei im Deutsch-Französischen Krieg gefallene Tauraer Bürger, ortsgeschichtlich von Bedeutung, Sandstein | 09233585 |

## Köthensdorf-Reitzenhain
| Bild                                    | Bezeichnung | Lage                                             | Datierung                                                          | Beschreibung | ID       |
| --------------------------------------- | --- | ------------------------------------------------ | ------------------------------------------------------------------ | --- | -------- |
| Weitere Bilder                          | Bahnhof Auerswalde-Köthensdorf, bestehend aus Empfangsgebäude, Wohnhaus, Toilettenhäuschen, Bahnsteig und Haltesignal im Bereich des Bahnhofs | Am Bahnhof 1, 3 (Karte)                          | Um 1890 (Bahnwärterhaus); 1902 (Empfangsgebäude)                   | Beinah vollständig erhaltener Bahnhof an der Eisenbahnstrecke Chemnitz–Wechselburg (6633, sä. WbC, Chemnitztalbahn) mit bautypischem Empfangsgebäude, eisenbahn-, verkehrs- und ortsgeschichtlich von Bedeutung. - Empfangsgebäude Typ 2 (zwischen 1891 und 1903 errichtet) km 16,2: schlichter Baukörper, Klinkermauerwerk, Segmentbogenfenster, Mezzaningeschoß, Sandsteinfensterbänke, flaches Satteldach, Ecklisenen, Sockel Polygonmauerwerk, im Giebel abgetreppter Blendfries - Wohnhaus: anderthalbgeschossig, Mauerwerk (?), verbrettert, flaches Satteldach, Holzverschalung - Toilettenhäuschen: eingeschossiger Ziegelbau - Schuppen: Holzkonstruktion auf Ziegelsockel, verbrettert | 09302008 |
| Direkt Bild zu diesem Denkmal hochladen | Ehemaliges Handwerkerhaus (ohne Anbau) | Gasse 42 (Karte)                                 | Ende 18. Jahrhundert                                               | Obergeschoss Fachwerk verbrettert, Satteldach, Zeugnis der ehem. Handwerkersiedlung Gasse, orts- sowie sozial- und wirtschaftsgeschichtlich von Bedeutung. Auf Anregung von Helene Dorothea von Schönburg für Strumpfwirker von Köthensdorf errichtete „Arbeitersiedlung“, insgesamt 40 Baustellen gewesen, eines der letzten original erhaltenen Gebäude dieser Häuslerzeile. Ehemals Einzeldenkmal der gestrichenen Sachgesamtheit Strumpfwirkerhäuser Köthensdorf-Reitzenhain (09247645). | 09306862 |
| Direkt Bild zu diesem Denkmal hochladen | Ehemaliges Strumpfwirkerhaus (ohne Anbau) | Gasse 60 (Karte)                                 | Ende 18. Jahrhundert                                               | Obergeschoss Fachwerk verputzt, Satteldach, bau-, orts- und sozialgeschichtlich von Bedeutung. Auf Anregung von Helene Dorothea von Schönburg für Strumpfwirker von Köthensdorf errichtete „Arbeitersiedlung“, insgesamt 40 Baustellen gewesen, eines der letzten original erhaltenen Gebäude dieser Häuslerzeile. Ehemals Einzeldenkmal der gestrichenen Sachgesamtheit Strumpfwirkerhäuser Köthensdorf-Reitzenhain (09247645). | 09304802 |
| Direkt Bild zu diesem Denkmal hochladen | Häuslerhaus | Köthensdorfer Hauptstraße 22 (Karte)             | Um 1800                                                            | Obergeschoss Fachwerk verkleidet, Satteldach, bau- und sozialgeschichtlich von Bedeutung. Erdgeschoss massiv, Giebeldreieck verbrettert. | 09233088 |
| Direkt Bild zu diesem Denkmal hochladen | Wohnhaus | Köthensdorfer Hauptstraße 39 (Karte)             | Um 1800                                                            | Obergeschoss Sichtfachwerk, Giebel verkleidet, Satteldach, baugeschichtlich von Bedeutung | 09233089 |
| Direkt Bild zu diesem Denkmal hochladen | Denkmal für die Gefallenen des Ersten Weltkrieges                                                                                             | Köthensdorfer Hauptstraße 39 (gegenüber) (Karte) | Nach 1918                                                          | Ortsgeschichtlich von Bedeutung | 09233093 |
| Direkt Bild zu diesem Denkmal hochladen | Östliches Wohnstallhaus und südliches Seitengebäude (Stall) eines Vierseithofes                                                               | Köthensdorfer Hauptstraße 64 (Karte)             | Um 1700 (Wohnstallhaus); 1. Hälfte 18. Jahrhundert (Seitengebäude) | Beide Gebäude mit Fachwerkobergeschoss, bau- und hausgeschichtlich von Bedeutung. - Wohnhaus: massiv unterfahren, Fenstergewände von etwa 1810, Reste thüringischer Leiter, geblattete Kopfbänder - Stall: geblattete Kopfbänder, Erdgeschoss massiv, Sprossen der Leiter geschweift | 09233090 |
| Direkt Bild zu diesem Denkmal hochladen | Nördliches Seitengebäude und westliche Scheune eines Vierseithofes                                                                            | Köthensdorfer Hauptstraße 65 (Karte)             | Um 1800                                                            | Seitengebäude Obergeschoss Fachwerk verkleidet, Rückseite Sichtfachwerk, Satteldach, Scheune in Fachwerkbauweise mit hohem Satteldach, bau- und wirtschaftsgeschichtlich von Bedeutung | 09233091 |
| Direkt Bild zu diesem Denkmal hochladen | Nördliches Wohnstallhaus und östliches Seitengebäude eines ehemaligen Vierseithofes                                                           | Köthensdorfer Hauptstraße 77 (Karte)             | 1. Hälfte 18. Jahrhundert                                          | Beide Gebäude Obergeschoss Sichtfachwerk, Satteldächer, bau- und sozialgeschichtlich von Bedeutung. Seitengebäude: gekreuzte Kopfbänder des ehemaligen Umgebindes. | 09233092 |
| Direkt Bild zu diesem Denkmal hochladen | Südliches Seitengebäude eines Vierseithofes                                                                                                   | Wittgensdorfer Straße 2 (Karte)                  | 1. Hälfte 19. Jahrhundert                                          | Obergeschoss Sichtfachwerk, Giebeldreieck verbrettert, Satteldach, bau- und sozialgeschichtlich von Bedeutung. | 09233094 |

## Ehemalige Denkmäler

### Ehemaliges Denkmal (Taura)
| Bild                                    | Bezeichnung                                 | Lage                                | Datierung | Beschreibung | ID       |
| --------------------------------------- | ------------------------------------------- | ----------------------------------- | --------- | --- | -------- |
| Direkt Bild zu diesem Denkmal hochladen | Wasserhochbehälter mit vorgelagerter Treppe | Hauptstraße 271 (gegenüber) (Karte) | Um 1910   | Putzbau über quadratischem Grundriss, kräftiger Zahnschnittfries, Zeltdach, Eingangsbereich mit Thermenfenster, versorgungs- und baugeschichtlich von Bedeutung. Zwischen 2016 und 2018 abgerissen. | 09233535 |

### Ehemalige Denkmäler (Köthensdorf-Reitzenhain)
| Bild                                    | Bezeichnung | Lage | Datierung | Beschreibung | ID       |
| --------------------------------------- | --- | --- | --------- | --- | -------- |
| Direkt Bild zu diesem Denkmal hochladen | Sachgesamtheit Strumpfwirkerhäuser Köthensdorf-Reitzenhain mit folgenden Einzeldenkmalen: ehemaliges Strumpfwirkerhaus (siehe Einzeldenkmalliste - Obj. 09233087, Gasse 42), ehemaliges Strumpfwirkerhaus (ohne Anbau) (siehe Einzeldenkmalliste - Obj. 09304802, Gasse 60) und als Sachgesamtheitsteile | Gasse 10, 12, 14, 16, 18, 20, 22, 24, 26, 28, 30, 32, 34, 36, 38, 42, 44, 46, 48, 50, 52, 54, 56, 58, 60, 62, 64, 66, 70, 72, 74, 76, 78, 80, 82 (Karte) | 1785–1800 | Auf Anregung von Helene Dorothea von Schönberg auf Rittergut Limbach ab 1785 errichtete Siedlung für die Strumpfwirker von Köthensdorf, bau-, orts- und sozialgeschichtlich von Bedeutung. 1785 wurde begonnen, für die Strumpfwirker von Köthensdorf eine „Arbeitersiedlung“ angezulegen. Dazu wurden die sogenannten alten Schenkfelder in 36 Baustellen eingeteilt. Die Gasse wurde mit 36 Häusleranwesen einseitig bebaut auf ca. 1,5 km Länge. Einige wenige Bauten blieben original erhalten, die als Einzeldenkmale ausgewiesen wurden. Die anderen Gebäude wurden verändert bzw. überbaut. Die Häuser 40 und 68 wurden bereits 1994 bzw. 1993 abgerissen. 2019 wegen des Verlusts von „Originalität und Authentizität der Gesamtanlage“ von der Denkmalliste gestrichen. | 09247645 |
| Direkt Bild zu diesem Denkmal hochladen | Einzeldenkmal der Sachgesamtheit Strumpfwirkerhäuser Köthensdorf-Reitzenhain: ehemaliges Strumpfwirkerhaus | Gasse 42 (Karte) | 1785–1800 | Teil einer Häuserzeile, Obergeschoss Fachwerk verkleidet, Satteldach, bau-, orts- und sozialgeschichtlich von Bedeutung. Auf Anregung von Helene Dorothea von Schönburg für Strumpfwirker von Köthensdorf errichtete „Arbeitersiedlung“, insgesamt 40 Baustellen gewesen, eines der letzten original erhaltenen Gebäude dieser Häuslerzeile. 2019 wegen des Verlusts von „Originalität und Authentizität“ von der Denkmalliste gestrichen. | 09233087 |

## Tabellenlegende
- Bild: Bild des Kulturdenkmals, ggf. zusätzlich mit einem Link zu weiteren Fotos des Kulturdenkmals im Medienarchiv Wikimedia Commons. Wenn man auf das Kamerasymbol klickt, können Fotos zu Kulturdenkmalen aus dieser Liste hochgeladen werden:
- Bezeichnung: Denkmalgeschützte Objekte und ggf. Bauwerksname des Kulturdenkmals
- Lage: Straßenname und Hausnummer oder Flurstücknummer des Kulturdenkmals. Die Grundsortierung der Liste erfolgt nach dieser Adresse. Der Link (Karte) führt zu verschiedenen Kartendiensten mit der Position des Kulturdenkmals. Fehlt dieser Link, wurden die Koordinaten noch nicht eingetragen. Sind diese bekannt, können sie über ein Tool mit einer Kartenansicht einfach nachgetragen werden. In dieser Kartenansicht sind Kulturdenkmale ohne Koordinaten mit einem roten bzw. orangen Marker dargestellt und können durch Verschieben auf die richtige Position in der Karte mit Koordinaten versehen werden. Kulturdenkmale ohne Bild sind an einem blauen bzw. roten Marker erkennbar.
- Datierung: Baubeginn, Fertigstellung, Datum der Erstnennung oder grobe zeitliche Einordnung entsprechend des Eintrags in der sächsischen Denkmaldatenbank
- Beschreibung: Kurzcharakteristik des Kulturdenkmals entsprechend des Eintrags in der sächsischen Denkmaldatenbank, ggf. ergänzt durch die dort nur selten veröffentlichten Erfassungstexte oder zusätzliche Informationen
- ID: Vom Landesamt für Denkmalpflege Sachsen vergebene, das Kulturdenkmal eindeutig identifizierende Objekt-Nummer. Der Link führt zum PDF-Denkmaldokument des Landesamtes für Denkmalpflege Sachsen. Bei ehemaligen Kulturdenkmalen können die Objektnummern unbekannt sein und deshalb fehlen bzw. die Links von aus der Datenbank entfernten Objektnummern ins Leere führen. Ein ggf. vorhandenes Icon  führt zu den Angaben des Kulturdenkmals bei Wikidata.